# Сребреник (город)
Сре́бреник (босн. Srebrenik, хорв. Srebrenik, серб. Сребреник) — город в Боснии и Герцеговине.
Расположен на северо-востоке страны, на реке Тине; административный центр общины Сребреник. Относится к Федерации БиГ. Через город проходят автомобильная дорога Тузла—Орашье и железная дорога Брчко-Тузла. К востоку от города находится средневековая крепость Сребреник.

## История

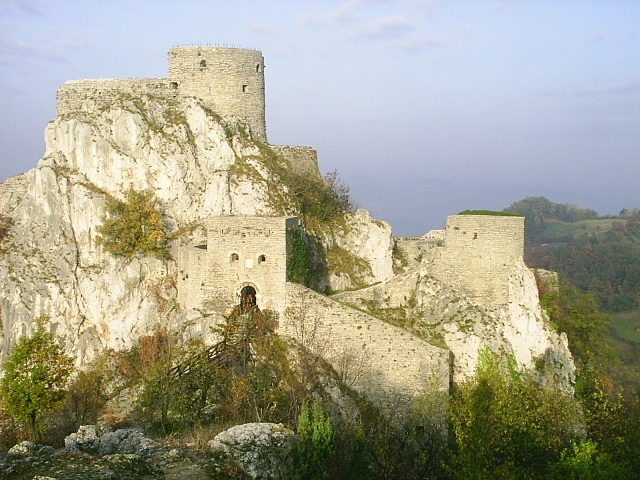
Крепость Сребреник

Сребреник впервые упоминается 15 марта 1333 года, когда боснийский бан Степан Котроманич в этом городе составил грамоту о передаче Дубровнику полуострова Стонски-Рат, города Стона и близлежащей округи. Замок Сребреник, построенный на вершине холма, являлся самой мощной крепостью средневековой Боснии. 
В начале XV века город и замок Сребреник были заняты венгерским войском. В 1408 году Сребреник передан венгерским королём Сигизмундом сербскому деспоту Стефану Лазаревичу. Упоминается в 1430, 1445, 1452 годах. С 1464 до 1512 года Сребреник являлся центром Сребреницкой бановины, которая в 1512 была захвачена турками. С той поры и до Карловицкого мира 1699 года город не имел стратегического значения. В начале XVIII века Сребреник вошёл в состав Градачацкой капетании, в нём расположился военный гарнизон. В 1777 году город был отреставрирован. В 1804 году в гарнизоне числилось 20 человек. В 1833 году здесь находилось 7 пушек. После 1835 года старый Сребреник был покинут.

## Население
| Население | 1971           | 1981           | 1991           |
| --------- | -------------- | -------------- | -------------- |
| Всего     | 2172 (100 %)   | 4149 (100 %)   | 5304 (100 %)   |
| Босняки   | 2023 (93,13 %) | 3625 (87,37 %) | 4532 (85,44 %) |
| Сербы     | 80 (3,68 %)    | 147 (3,54 %)   | 172 (3,24 %)   |
| Хорваты   | 31 (1,42 %)    | 69 (1,66 %)    | 87 (1,64 %)    |
| Югославы  | 15 (0,69 %)    | 257 (6,19 %)   | 351 (6,61 %)   |